# Juan Ibarrola
 (septembre 2017).
Si vous disposez d'ouvrages ou d'articles de référence ou si vous connaissez des sites web de qualité traitant du thème abordé ici, merci de compléter l'article en donnant les références utiles à sa vérifiabilité et en les liant à la section « Notes et références ».
Juan Ibarrola Orueta était un militaire espagnol.

## Biographie
Juan Ibarrola Orueta est né en 1900 à Laudio, il était un commandant militaire espagnol. Il combat avec les républicains pendant la guerre civile espagnole. Il est capitaine de la Garde civile (Guardia Civil) ; Contrairement à beaucoup de ses collègues officiers, il s'est rallié à la République lorsque la montée des nationalistes a commencé. Il est capitaine de la Guardia Civil à Bilbao et prend le commandement d'une colonne pour expulser les nationalistes de la province d'Alava.
Il a combattu dans le nord de l'Espagne, a été promu commandant la 50e Division, et a commandé le XI Corps d'armée à Teruel.